# Heinz-Günter Kraus
Heinz-Günter Kraus (* 1945 in Aue) ist ein deutscher Physiker und Politiker (CDU).

## Leben und Wirken
Kraus studierte an der Friedrich-Schiller-Universität Jena Physik und schloss sein Studium mit Diplom ab. Danach arbeitete er als Forschungsingenieur in der Werkstoffentwicklung des VEB Halbzeugwerks Auerhammer.
Vom 1. Juni 1990 bis zum 31. Juli 1994 war er Landrat des sächsischen Landkreises Aue im Erzgebirge. Vom 22. März bis zum 24. Oktober 1991 stand Kraus dem Sächsischen Landkreistag e. V. als Präsident vor. Nachdem infolge der Kreisreform von 1994 die Landkreise Aue und Schwarzenberg zum Landkreis Aue-Schwarzenberg fusioniert wurden, wurde der bisherige Schwarzenberger Landrat Karl Matko zum Landrat gewählt.
Nach Ausscheiden aus seinem politischen Amt übernahm Kraus diverse Aufgaben in der kommunalen Verwaltung, unter anderem in einer Wohnungsgesellschaft, der Sparkassen-Versicherung und im Krisenstab der Hochwasserschäden-Beseitigung nach dem Jahrhunderthochwasser 2002. Kraus ist in regionalen Projekten wie Bildungsreise Erzgebirge, seit 2003 als Regionalmanager der Initiative „echt Erzgebirge“ sowie im Gesamtvorstand des „Montanregion Erzgebirge e. V.“ und als Vorstandsvorsitzender des RADIZ Schlema e. V. tätig. 2009 beteiligte er sich als Projektleiter an der Aufarbeitung der friedlichen Revolution 1989/90 auf dem Gebiet des Landkreises Aue-Schwarzenberg. Dabei entstand das Buch Lass uns dir zum Guten dienen, das im Titel einen Teil der DDR-Nationalhymne Auferstanden aus Ruinen zitiert.
Kraus ist verheiratet und hat zwei erwachsene Kinder.